# UCI Oceania Tour 2022
El UCI Oceania Tour 2022 fue la decimoctava edición del calendario ciclístico internacional de Oceanía. Se inició el 5 de enero de 2022 en Nueva Zelanda, con la New Zealand Cycle Classic, siendo esta la única prueba del circuito.

## Equipos
Los equipos que podían participar en las diferentes carreras dependía de la categoría de las mismas. Los equipos UCI WorldTeam y UCI ProTeam tenían cupo limitado para competir de acuerdo al año correspondiente establecido por la UCI, los equipos Equipos Continentales y selecciones nacionales no tenían restricciones de participación:
| Categoría      | Categoría                       | Equipos                                                                                    |
| -------------- | ------------------------------- | ------------------------------------------------------------------------------------------ |
| .1             | 1.1 (Carrera de un día)         | * UCI WorldTeam (max 50%) * UCI ProTeam * Continentales * Selecciones nacionales           |
| .1             | 2.1 (Carrera de varios días)    | * UCI WorldTeam (max 50%) * UCI ProTeam * Continentales * Selecciones nacionales           |
| .2             | 1.2 (Carrera de un día)         | * UCI ProTeam * Continentales * Selecciones nacionales * Selecciones regionales * Amateurs |
| .2             | 2.2 (Carrera de varios días)    | * UCI ProTeam * Continentales * Selecciones nacionales * Selecciones regionales * Amateurs |
| .Ncup (sub-23) | 1.Ncup (Carrera de un día)      | * Selecciones nacionales * Selecciones mixtas                                              |
| .Ncup (sub-23) | 2.Ncup (Carrera de varios días) | * Selecciones nacionales * Selecciones mixtas                                              |

## Calendario
Las siguientes fueron las carreras que componen el calendario UCI Oceania Tour para la temporada 2022 aprobado por la UCI.
| UCI Oceania Tour 2022 | UCI Oceania Tour 2022 | UCI Oceania Tour 2022     | UCI Oceania Tour 2022 | UCI Oceania Tour 2022 |
| Fecha                 | País                  | Carrera                   | Ganador               |                       |
| --------------------- | --------------------- | ------------------------- | --------------------- | --------------------- |
| 5 – 9 de enero        | Nueva Zelanda         | New Zealand Cycle Classic | Mark Stewart          |                       |

## Clasificaciones finales
- Nota: Las clasificaciones finales fueron:[4][5]

### Individual
| Posición | Corredor         | Equipo                      | Puntos  |
| -------- | ---------------- | --------------------------- | ------- |
| 1.º      | Michael Matthews | BikeExchange-Jayco          | 1995,67 |
| 2.º      | Jai Hindley      | Bora-Hansgrohe              | 1643    |
| 3.º      | Ben O'Connor     | AG2R Citroën                | 1203    |
| 4.º      | Caleb Ewan       | Lotto Soudal                | 711     |
| 5.º      | Simon Clarke     | Israel-Premier Tech         | 576     |
| 6.º      | Jack Haig        | Bahrain Victorious          | 558     |
| 7.º      | Jay Vine         | Alpecin-Deceuninck          | 540     |
| 8.º      | Lucas Plapp      | INEOS Grenadiers            | 474,67  |
| 9.º      | Corbin Strong    | Israel-Premier Tech         | 446     |
| 10.º     | James Fouché     | Bolton Equities Black Spoke | 435     |

| Posiciones 11.º al 20.º | Posiciones 11.º al 20.º | Posiciones 11.º al 20.º     | Posiciones 11.º al 20.º |
| ----------------------- | ----------------------- | --------------------------- | ----------------------- |
| 11.º                    | Aaron Gate              | Bolton Equities Black Spoke | 386                     |
| 12.º                    | Robert Stannard         | Alpecin-Deceuninck          | 385                     |
| 13.º                    | George Bennett          | UAE Emirates                | 375,17                  |
| 14.º                    | Kaden Groves            | BikeExchange-Jayco          | 352,5                   |
| 15.º                    | Michael Storer          | Groupama-FDJ                | 347                     |
| 16.º                    | Richie Porte            | INEOS Grenadiers            | 340                     |
| 17.º                    | Tom Sexton              | Bolton Equities Black Spoke | 327                     |
| 18.º                    | Benjamin Dyball         | Ukyo                        | 322                     |
| 19.º                    | Rohan Dennis            | Jumbo-Visma                 | 313,5                   |
| 20.º                    | Patrick Bevin           | Israel-Premier Tech         | 310                     |

### Equipos
| Posición | Equipo                        | Puntos  |
| -------- | ----------------------------- | ------- |
| 1.º      | Bolton Equities Black Spoke   | 1888,85 |
| 2.º      | BridgeLane                    | 708     |
| 3.º      | ARA Pro Racing Sunshine Coast | 365     |
| 4.º      | EuroCyclingTrips              | 58,17   |
| 5.º      | MitoQ-NZ Cycling Project      | 39      |

### Países
| Posición | País          | Puntos  |
| -------- | ------------- | ------- |
| 1.º      | Australia     | 7701,34 |
| 2.º      | Nueva Zelanda | 2702,51 |
| 3.º      | Samoa         | 15      |

### Países sub-23
| Posición | País          | Puntos  |
| -------- | ------------- | ------- |
| 1.º      | Australia     | 1485,67 |
| 2.º      | Nueva Zelanda | 1197,62 |
| 3.º      | Samoa         | 5       |